# Journey Through The Secret Life of Plants
(Stevie Wonder's) Journey Through The Secret Life of Plants is het eerste soundtrackalbum van Stevie Wonder. Tamla Records bracht het op 30 oktober 1979 uit. Op dit dubbelalbum staat filmmuziek voor de door Walon Green geregisseerde natuurdocumentaire The Secret Life of Plants, waarin met behulp van time-lapse-fotografie de groei en ontwikkeling van planten werd getoond. Wonder schreef hiervoor grotendeels instrumentale newagemuziek aan de hand van gedetailleerde beschrijvingen door producent Michael Braun en geluidstechnicus Gary Olazabal. De liedjes "Send One Your Love" en "Outside My Window" werden ook als singles uitgebracht.

## Nummers

### Plaat één
1. "Earth's Creation" - 4:06
2. "The First Garden" - 2:32
3. "Voyage to India" - 6:30
4. "Same Old Story" - 3:44
5. "Venus' Flytrap and the Bug" - 2:25
6. "Ai No, Sono" - 2:05
7. "Seasons" - 2:54
8. "Power Flower" - 5:30
9. "Send One Your Love" - 3:05
10. "Race Babbling" - 8:52

### Plaat twee
1. "Send One Your Love" (alleen zang) - 4:02
2. "Outside My Window" - 5:29
3. "Black Orchid" - 3:47
4. "Ecclesiastes" - 3:48
5. "Kesse Ye Lolo de Ye" - 2:59
6. "Come Back as a Flower" - 4:58
7. "Seed's a Star/Tree Medley" - 5:54
8. "The Secret Life of Plants" - 4:16
9. "Tree" - 5:47
10. "Finale" - 7:02

## Musici
- John Taro Akiyama - zang
- Gordon Bahary - synthesizer
- Shirley Brewer - achtergrondzang
- Ben Bridges - gitaar, sitar
- Alexandra Brown - achtergrondzang
- Ibrahim Camara - percussie, drums
- Kathy Collier - zang
- Dennis Davis - drums
- Earl DeRouen - bongo's, conga, achtergrondzang
- Larry Gittens - trompet
- Susaye Greene - zang
- Marva Holcolm - achtergrondzang
- Masaki Hori - zang

- Kimie Linda Ishibashi - zang
- Josie James - zang
- Joe Johnson - percussie, zang
- Ron Kersey - toetsen
- Lamine Konté - percussie, zang
- Hiroaki Kuwabara - zang
- Takeshi Kuwabara - zang
- Takaya Matsuda - zang
- Kathleen Minagawa - zang
- Takako Nagumo - zang
- Hikaru Nishida - zang
- Hank Redd - saxofoon
- Isaiah Sanders - achtergrondzang

- Michael Sembello - gitaar, zang
- Abdoulaye Soumare - zang
- Clark Spangles - synthesizer
- Satoshi Sugimoto - zang
- Takeshi Sugimoto - zang
- Syreeta Wright - zang
- Tsuyoshi Tanguchi - zang
- Junko Tanguchi - zang
- Tata Vega - zang
- Nathan Watts - basgitaar, zang
- Angela Winbush - zang, achtergrondzang
- Bill Wolf - synthesizer
- Rick Zunigar - gitaar, achtergrondzang

## Hitnoteringen

### Amerikaanse hitlijst
Wonder bereikte met dit album de vierde plaats in zowel de Amerikaanse hitlijst voor rhythm-and-blues en de Billboard 200.

### Britse hitlijst
| Hitnotering in de Britse hitlijst: | Hitnotering in de Britse hitlijst: | Hitnotering in de Britse hitlijst: | Hitnotering in de Britse hitlijst: | Hitnotering in de Britse hitlijst: | Hitnotering in de Britse hitlijst: | Hitnotering in de Britse hitlijst: | Hitnotering in de Britse hitlijst: | Hitnotering in de Britse hitlijst: | Hitnotering in de Britse hitlijst: | Hitnotering in de Britse hitlijst: | Hitnotering in de Britse hitlijst: | Hitnotering in de Britse hitlijst: | Hitnotering in de Britse hitlijst: | Hitnotering in de Britse hitlijst: | Hitnotering in de Britse hitlijst: | Hitnotering in de Britse hitlijst: |
| Week:                              | 1                                  | 2                                  | 3                                  | 4                                  | 5                                  | 6                                  | 7                                  | 8                                  | 9                                  | 10                                 | 11                                 | 12                                 | 13                                 | 14                                 | 15                                 | -                                  |
| ---------------------------------- | ---------------------------------- | ---------------------------------- | ---------------------------------- | ---------------------------------- | ---------------------------------- | ---------------------------------- | ---------------------------------- | ---------------------------------- | ---------------------------------- | ---------------------------------- | ---------------------------------- | ---------------------------------- | ---------------------------------- | ---------------------------------- | ---------------------------------- | ---------------------------------- |
| Positie:                           | 10                                 | 8                                  | 16                                 | 25                                 | 34                                 | 43                                 | 47                                 | 47                                 | 58                                 | 55                                 | 53                                 | 64                                 | 63                                 | 61                                 | 74                                 | uit                                |

### Nederlandse hitlijst
| Hitnotering in de Nederlandse Album Top 100: | Hitnotering in de Nederlandse Album Top 100: | Hitnotering in de Nederlandse Album Top 100: | Hitnotering in de Nederlandse Album Top 100: | Hitnotering in de Nederlandse Album Top 100: | Hitnotering in de Nederlandse Album Top 100: | Hitnotering in de Nederlandse Album Top 100: |
| Week:                                        | 1                                            | 2                                            | 3                                            | 4                                            | 5                                            | -                                            |
| -------------------------------------------- | -------------------------------------------- | -------------------------------------------- | -------------------------------------------- | -------------------------------------------- | -------------------------------------------- | -------------------------------------------- |
| Positie:                                     | 22                                           | 12                                           | 18                                           | 18                                           | 49                                           | uit                                          |

### Noorse hitlijst
| Hitnotering in de Noorse hitlijst: | Hitnotering in de Noorse hitlijst: | Hitnotering in de Noorse hitlijst: | Hitnotering in de Noorse hitlijst: | Hitnotering in de Noorse hitlijst: | Hitnotering in de Noorse hitlijst: | Hitnotering in de Noorse hitlijst: | Hitnotering in de Noorse hitlijst: | Hitnotering in de Noorse hitlijst: | Hitnotering in de Noorse hitlijst: | Hitnotering in de Noorse hitlijst: | Hitnotering in de Noorse hitlijst: | Hitnotering in de Noorse hitlijst: | Hitnotering in de Noorse hitlijst: |
| Week:                              | 1                                  | 2                                  | 3                                  | 4                                  | 5                                  | 6                                  | 7                                  | 8                                  | 9                                  | 10                                 | 11                                 | 12                                 | -                                  |
| ---------------------------------- | ---------------------------------- | ---------------------------------- | ---------------------------------- | ---------------------------------- | ---------------------------------- | ---------------------------------- | ---------------------------------- | ---------------------------------- | ---------------------------------- | ---------------------------------- | ---------------------------------- | ---------------------------------- | ---------------------------------- |
| Positie:                           | 16                                 | 10                                 | 10                                 | 8                                  | 14                                 | 17                                 | 18                                 | 31                                 | 31                                 | 31                                 | 19                                 | 21                                 | uit                                |

### Zweedse hitlijst
| Hitnotering in de Zweedse hitlijst: | Hitnotering in de Zweedse hitlijst: | Hitnotering in de Zweedse hitlijst: | Hitnotering in de Zweedse hitlijst: | Hitnotering in de Zweedse hitlijst: | Hitnotering in de Zweedse hitlijst: | Hitnotering in de Zweedse hitlijst: | Hitnotering in de Zweedse hitlijst: | Hitnotering in de Zweedse hitlijst: |
| Week:                               | 1                                   | 2                                   | 3                                   | 4                                   | 5                                   | 6                                   | 7                                   | -                                   |
| ----------------------------------- | ----------------------------------- | ----------------------------------- | ----------------------------------- | ----------------------------------- | ----------------------------------- | ----------------------------------- | ----------------------------------- | ----------------------------------- |
| Positie:                            | 14                                  | 13                                  | 13                                  | 29                                  | 30                                  | 20                                  | 31                                  | uit                                 |